# ノヴァーラ
ノヴァーラ（イタリア語: Novara ( 音声ファイル)）は、イタリア共和国ピエモンテ州北東部にある都市で、その周辺地域を含む人口約10万人の基礎自治体（コムーネ）。ノヴァーラ県の県都である。
ピエモンテではトリノに次いで2番目の人口を持つ。ミラノ＝トリノ間、ジェノヴァ＝スイス間の重要な商業交通の交差路にあたる。

## 名称
Novara は [noˈvara] と発音される。日本語文献では「ノヴァーラ」のほか、「ノヴァラ」「ノバラ」などの表記がなされる。
Novとは「新しい」を意味し、ガリア・キサルピナ人が周辺地方のため用いた言葉アリア（Aria）が付いて地名ができあがった。
標準イタリア語以外では以下の名称を持つ。
- 西ロンバルディア語ノヴァーラ方言: Nuara

## 地理

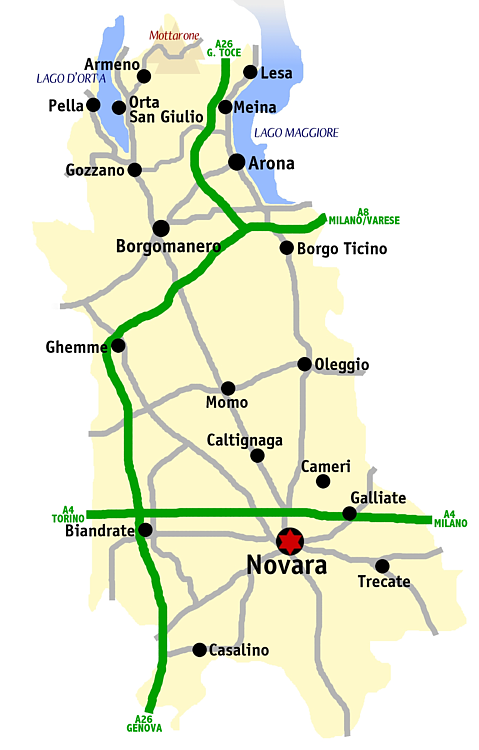
ノヴァーラ県概略図

### 位置・広がり
ピエモンテ北東部、アゴニャ川とテルドッピオ川の間にある都市である。ヴェルチェッリから北東へ約21km、アレッサンドリアから北へ約40km、州都ミラノから西へ約44km、トリノから東北東へ約84km離れている。。
| - カルティニャーガ - カーメリ - カザリーノ - ガッリアーテ - ガルバーニャ・ノヴァレーゼ - グラノッツォ・コン・モンティチェッロ - ニッビオーラ - ロメンティーノ - サン・ピエトロ・モゼッツォ - トレカーテ |

## 歴史
ノヴァーラは古代ローマによってつくられた。
古代のノヴァーラは、リグレス人の時代からノヴァリア（Novaria）と呼ばれ、ムニキピウムであり、ウェルケラエ（ヴェルチェッリ）からメディオラヌム（ミラノ）への途上にあった。その状況はローマ時代から垂直な道の上であった（未だ元のままである）。敵のウァレンティニアヌス2世を支援したノヴァリアに対し、386年にマグヌス・マクシムスが市を破壊した後、テオドシウス1世によって再建された。その後、405年にラダガイススが、452年にはアッティラがノヴァリアを略奪した。
ロンゴバルド族支配下で、ノヴァーラは公国となった。公国はフランク王カール3世の元で伯領であった。ノヴァーラは帝国自由都市の権利を謳歌した。1110年、神聖ローマ皇帝ハインリヒ5世によって征服され、破壊されたが、1167年にロンバルディア同盟に加盟した。12世紀終わり、ノヴァーラは事実上ミラノの保護を受諾し、ヴィスコンティ家の封土となった。のちにスフォルツァ家が支配した。1500年、ノヴァーラの裏切り。1513年のノヴァーラの戦いでは、スイス傭兵がミラノのスフォルツァ家側に立ってノヴァーラを守るために、市を包囲していたフランス軍を敗走させた。この敗北が、カンブレー同盟戦争でのフランスのイタリア侵略に終止符を打った。
1706年、ノヴァーラはフィリッポ・マリア・ヴィスコンティからサヴォイア公アメデーオ3世への長きの約束により、サヴォイア軍から占領された。ユトレヒト条約で、ミラノとともにノヴァーラはハプスブルク君主国の一部となった。1734年に占領されて以後、ノヴァーラはその年のうちにサヴォイア家へ渡された。
ナポレオン1世のイタリア遠征以後、ノヴァーラはアゴニャ県の県都となったが、1814年に再びサヴォイア家へ譲渡された。1821年、サルデーニャ王国常設軍がピエモンテ立憲自由主義者軍をこの地で敗退させた。さらに規模の大きな1849年のノヴァーラの戦いが起こり、サルデーニャ軍はヨーゼフ・ラデツキー率いるオーストリア軍に退けられた。この敗北がサルデーニャ王カルロ・アルベルトの退位の原因となり、オーストリア軍による市の一部占領を招いた。サルデーニャ王国の敗北は、イタリアのリソルジメント運動の初期とみなされている。
1859年の法令が、ノヴァーラ県を新設した。これには当時のヴェルチェッリ県、ビエッラ県、ヴェルバーノ＝クシオ＝オッソーラ県が含まれていた。

## 行政

### 行政区画
ノヴァーラには以下の分離集落（フラツィオーネ）がある。
- Agognate, Casalgiate, Cascina Montà, Cascina Roggia Mora, Gionzana, Isarno, Lumellogno, Olengo, Pagliate, Pernate, Torrion Quartara, Veveri, Vignale

## みどころ
ノヴァーラの見どころは2つにグループ分けされる。市の最も重要な史跡は旧市街にあり、一帯はかつて城壁で囲まれていた。しかし、数カ所の重要な史跡は旧城壁のラインの外にもある。

### 歴史地区
古い都市の中核は歴史地区といい、同名の地区内にある。ノヴァーラはかつて円状の城壁を持っており、都市発展を許すために打ち捨てられた。旧市街には、バッリエラ・アルベルティーナという2つの新古典主義建築ビルの複合体が残る。これらは市へと入る門を構成しており、トリノからミラノへと旅する人々の必要とする通路であった。取り除かれた後、壁は歴史地区を取り巻く幅広の、街路樹が植えられた大通りバルアルディ（baluardi）に取って代わられた。

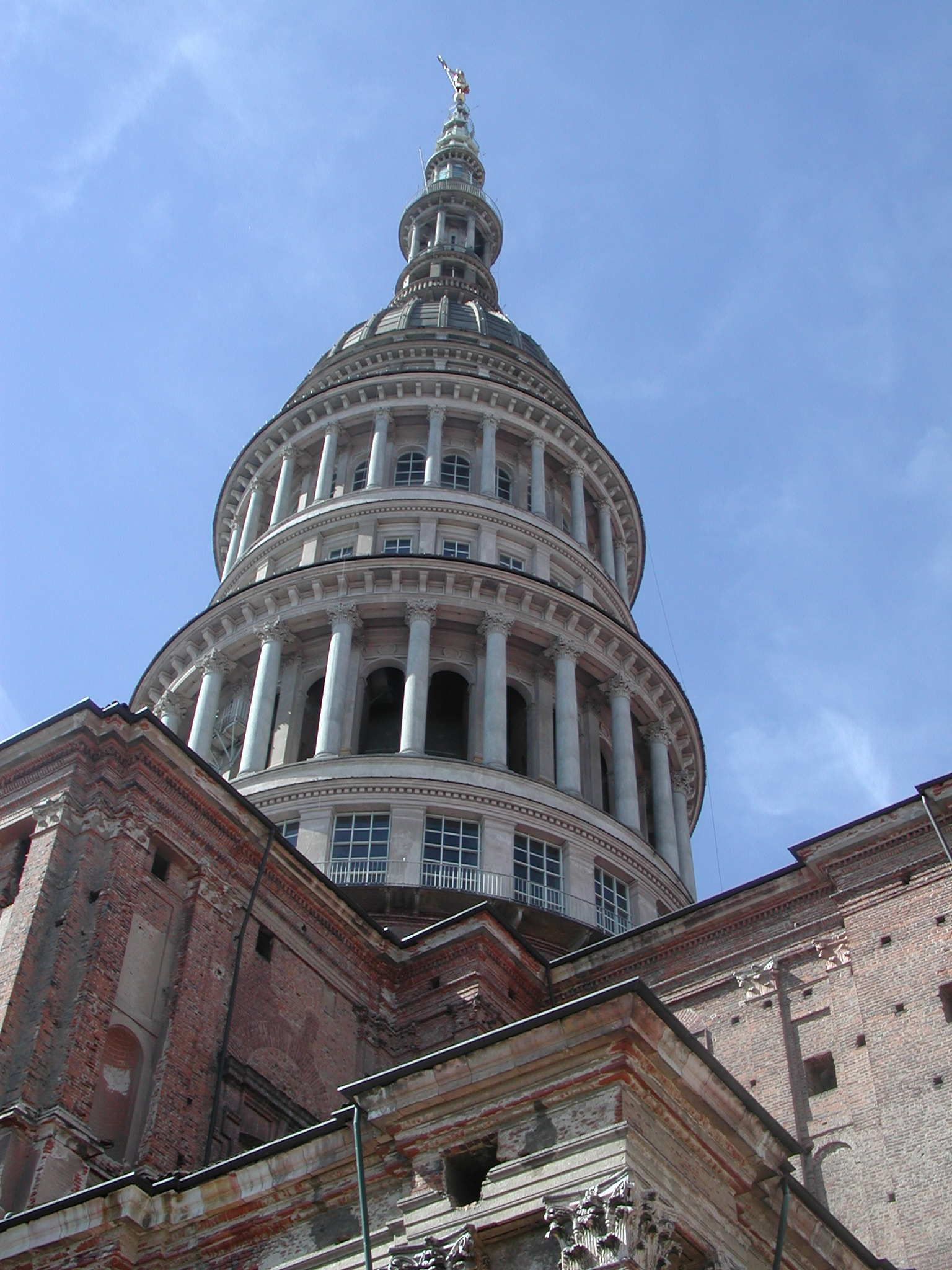
サン・ガウデンツィオ教会のキューポラ。121mの高さがあり、ノヴァーラの象徴となっている

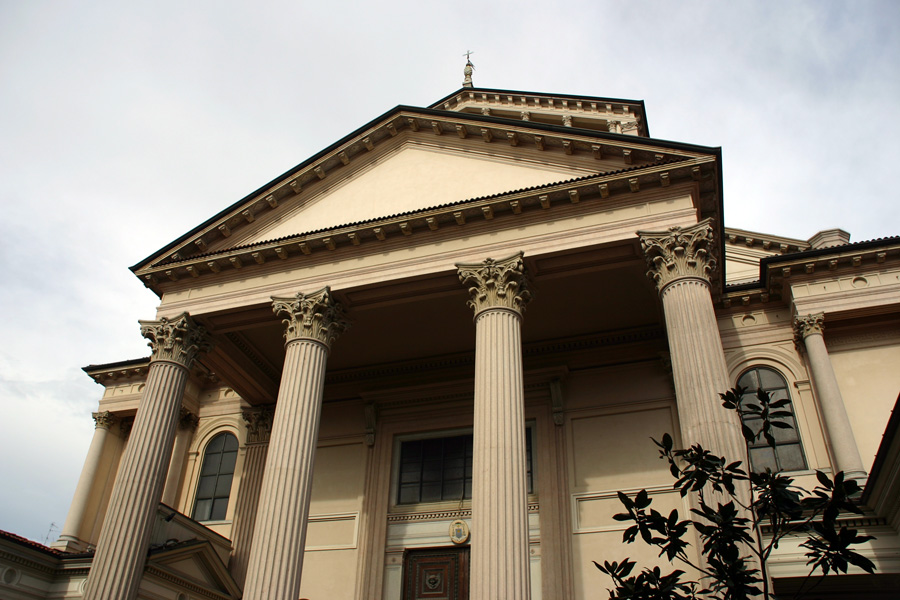
ノヴァーラのドゥオモ

市最重要の記念物は、サン・ガウデンツィオ聖堂で、121mのキューポラを持ち、1888年にアレッサンドロ・アントネッリの設計で建設された。鐘楼も独特のものである。これを設計したのは、ヴィットーリオ・アルフィエーリの叔父であるベネデット・アルフィエーリである。
市の信仰生活の中心は、新古典主義建築のドゥオモである。設計はアレッサンドロ・アントネッリによるもので、まさにローマ時代に建てられたユピテル神殿のようである。ドゥオモに面するのはノヴァーラ最古の建築物、初期キリスト教時代の洗礼堂である。
ドゥオモと近接するブロレットの中庭は、帝国自由都市時代のノヴァーラの政治中心地であった（市議会の歴史ある会合場所）。ブロレットの中庭を見下ろすのはポデスタ広場、パラティシ家邸、市立美術館と現代美術館、市議会議場、15世紀の建物である。 
レプブリカ広場から遠くないところにはチェーザレ・バッティスティ広場がある（ノヴァラ市民にはエルベ広場として知られる）。ここはまさにノヴァーラ市の中心をなしていた。
ジャコモ・マッテノッティ広場には、ナッタ＝イゾラ邸がたつ。ここにはノヴァーラ県庁が入る。この邸宅のランドマークは時計塔である。ジャコモ・マッテノッティ広場から伸びるのはフラテッリ・ロッセッリ道で、市の行政事務所の入るカブリーノ邸が沿道にある。ローマ都市として、ノヴァーラの街路網はカルド・マクシムスとデクマヌス・マクシムスによって特色づけられた。これらは現在のイターリア道、カヴォウル道とそれぞれ一致する。2つの通りはアンゴロ・デッレ・オーレ（"Angolo delle Ore"、時間の角）で交差する。 
最大の広場マルティリ・デッラ・リベルタ広場（かつてのカステッロ広場）は、イタリア王国初代国王、ヴィットーリオ・エマヌエーレ2世の騎馬像が占めている。マルティリ広場を見下ろすのはコッチア劇場、そしてヴィスコンテオ＝スフォルツェスコ城で、ヴィスコンティ家とスフォルツァ家の代々のミラノ公によって建設された。ヴィスコンテオ＝スフォルツェスコ城は、かつては現在残る複合施設よりさらに大きく、ノヴァーラ有数の公立庭園であるアッレアに囲まれていた。
- ラルゴ・カヴール（Largo Cavour）
- ガリバルディ広場（Piazza Garibaldi）　-　ノヴァーラ駅に面した広場。最近補修された
- グラムシ広場（Piazza Gramsci）　-　以前はロザリオ広場と呼ばれた。2005年に補修後、イカルス像が置かれた

### バルアルディの外

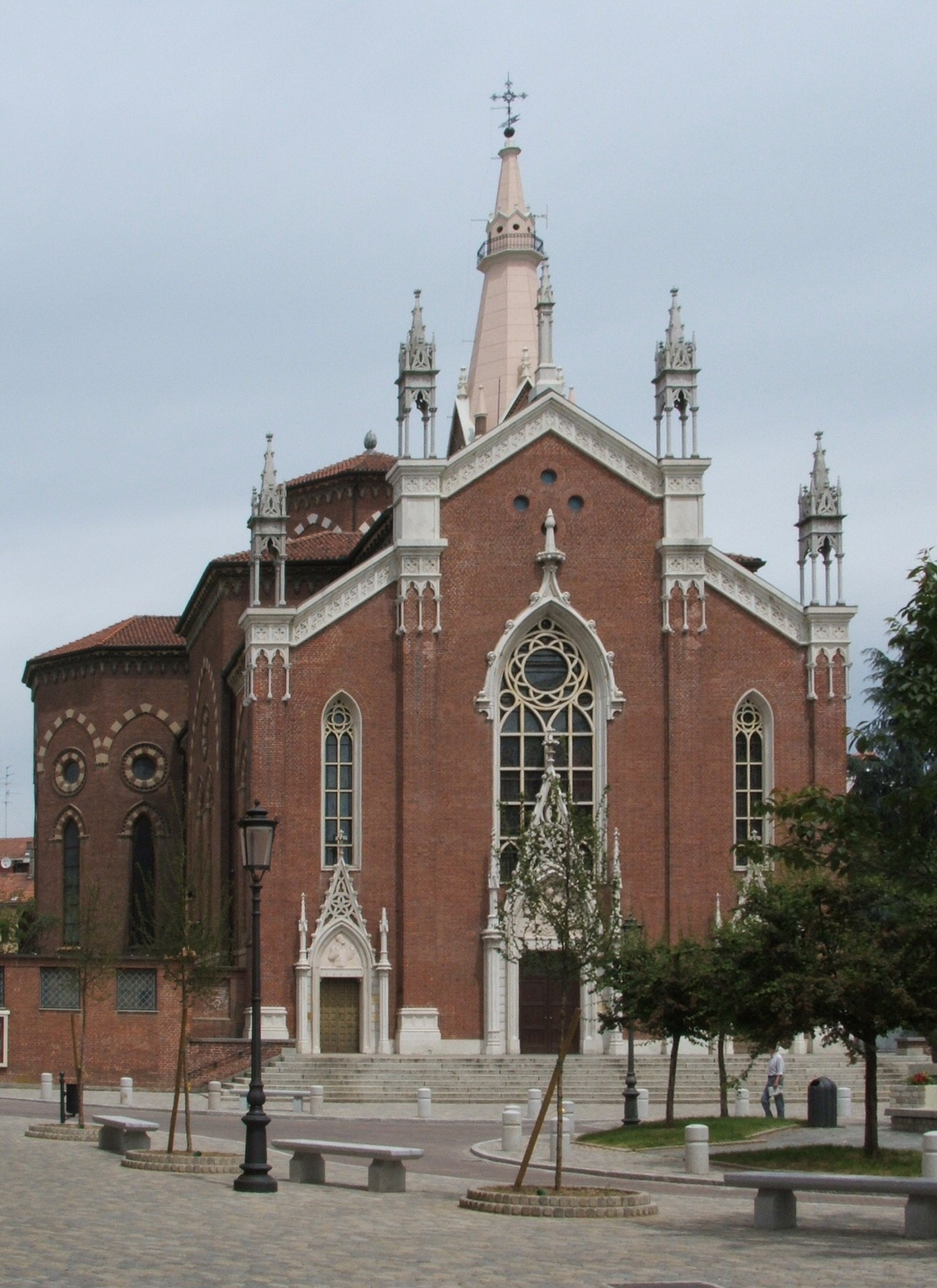
サクロ・クオーレ教会

バルアルディの環状外にある興味ある建物は、サン・ナッツァーロ・デッラ・コスタ教会である。これは修道院に付属しており、15世紀に聖シエナのベルナルディーノによって復興された。ピラミッド型のビコッタ納骨堂は近郊のビコッタにあり、サルデーニャ王国とオーストリアが争った1849年3月23日の歴史的な戦いの戦没者を追悼している。サンタ・マリア・デッレ・グラーツィエ教会は1477年にアウグスチノ会によって建設が始められたもので、内部は側面礼拝堂のある本堂一つからなる。絵画は15世紀の画家の手による。

## 祭りと行事
- 毎年1月22日、ノヴァーラは守護聖人となっている聖ガウデンツィオの祝日を祝う。一日中、聖人の墓へ詣でることが可能であり、マッローニ・ディ・クーネオ（marroni di Cuneo、典型的な焙煎したチェスナッツ）がもらえる
- 3月23日は、1849年のノヴァーラの戦いの再制定された記念日で、当時の軍服と兵器を身につけて行事が行われる
- 4月25日は、多くのイタリア諸都市同様の解放記念日である。ノヴァーラ市民はイタリア・レジスタンスを記念する多くの発案を組織する
- 2001年以降、ジョヴァーニ・エスプレッシオーニ（Giovani Espressioni、若者の表現）がノヴァーラで開催される。これは若い音楽家の発掘のための音楽祭である。

## 統計
2007年、ノヴァーラ人口は102,862人で、そのうち男性は49％、女性は51％であった。18歳未満の若年層は16.35％、年金生活者は21.6％であった（イタリア平均は、若年層18.06％、年金生活者19.94％）。ノヴァーラの平均年齢は44歳であった（全国平均は42歳）。2002年から2007年にかけての5年間、ノヴァーラ人口は1.64％増加した（イタリア全体では3.85％）http://demo.istat.it/bil2002/index.html]。ノヴァーラの出生率は1000人に対して9.15人である（全国平均は9.45人）。概算で6人の新生児のうち1人は少なくとも外国生まれの両親を持つ。その中でアルバニア、またはモロッコをルーツに持つ人が多い。
2006年、人口の92.37%がイタリア人だった。最大の移民グループはヨーロッパ諸国出身者2.94％であった。次いで北アフリカ2.23％、ラテン・アメリカ0.71％であった。ノヴァーラではカトリック教会が優勢だが、エホバの証人、プロテスタント、イスラム教徒の人数が相当いる。

## 経済
ノヴァーラはパダーノ平野の重要な商業中心地で、インテルモダーレ・メルチ・センターが置かれている。経済的に、近接するミラノを惹きつけており、事実多くのミラノ商社がノヴァーラに事務所を構えている。
主な生産物とサービスは以下のようになっている:
- 農業:コメとトウモロコシ
- 冶金製品
- 化学と石油化学工業
- 薬品製造
- 食品製造
- 各種の輸送機関を統合した商業と物流
- 金融業
- コメ製品の交換

ノヴァーラ市はTOP-IX （トリノ＝ピエモンテ接続地、Torino-Piemonte Exchange Point)）、インターネットエクスチェンジのために北イタリアにつくられた組合の一員である。
当地に本社を置く企業には、デアゴスティーニ（出版業）、モトーリ・モデルニ（自動車用エンジン製造業）などがある。

## 交通

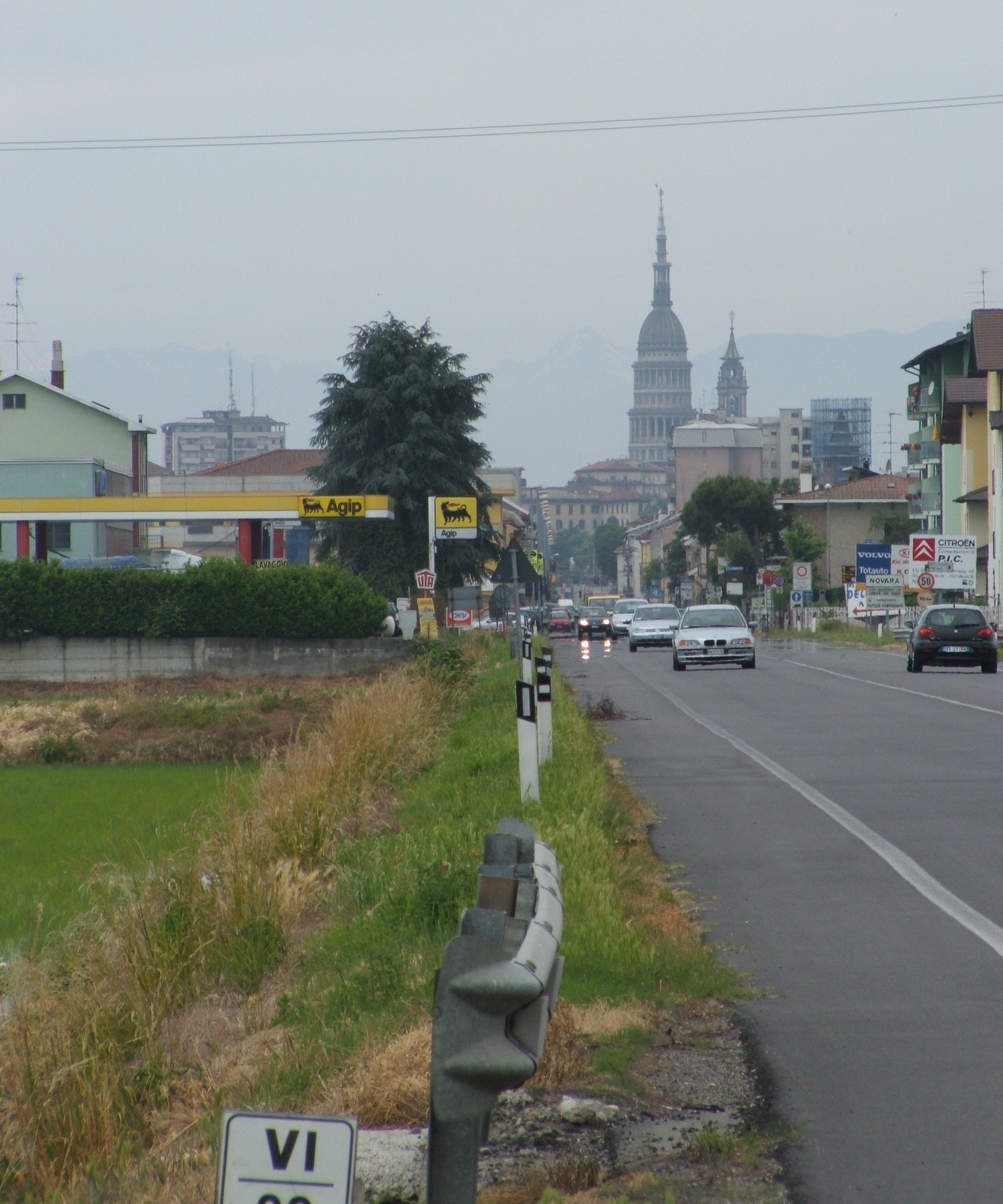
S11幹線道路から見たノヴァーラ

地元の公共交通会社はSUNである。

### 鉄道
FSの主要駅であるノヴァーラFS駅、ノルド・ミラノ鉄道が運営するノヴァーラ・ノルド駅がある。

### 自動車道
ノヴァーラはアウストラーダ A4でトリノ、ミラノとつながっている。A26自動車道はノヴァーラ県のほとんどを通っているが、ノヴァーラ市と直接つながるジャンクションではない。
ミラノとマジェンタから通るS11幹線道路は、ノヴァーラを通過しヴェルチェッリとトリノへ向かう。北へ向かう幹線道路と南へ向かう幹線道路は、ノヴァーラを自動車道網とつなぐ。

## スポーツ
サッカークラブとしては、1909年に設立されたノヴァーラ・カルチョがあり、2013-2014シーズンはセリエB（2部リーグ）に所属している。ホームスタジアムはスタディオ・シルヴィオ・ピオラ。
バレーボールチームとして、女子のAGILバレーがある（ゴルゴンゾーラをはじめとするチーズの製造会社であるIGOR社がスポンサーとなっており、2012年以後はIgor Gorgonzola Novaraを称している（2020年現在））。過去には女子バレーボールチームとしてアシステル・ノヴァーラ（2003年設立）があり、コッパ・イタリアで優勝する成績を残したが、2012年にGSOヴィッラ・コルテーゼ（ミラノ県ヴィッラ・コルテーゼ）に合併された。
プロ野球チームとしてはノヴァーラ・ベースボールがある。

## 姉妹都市
- コブレンツ、ドイツ
- シャロン＝シュル＝ソーヌ、フランス
- ハスコヴォ、ブルガリア

## 出身著名人
- オスカル・ルイージ・スカルファロ （第9代イタリア大統領）
- ジャンピエロ・ボニペルティ （サッカー選手）
- ジュゼッペ・サローニ （自転車競技選手、チーム監督）
- ドメニコ・フィオラバンティ （水泳選手）
- イサベラ・レオナルダ (作曲家)